# Eckehard Rothenberg

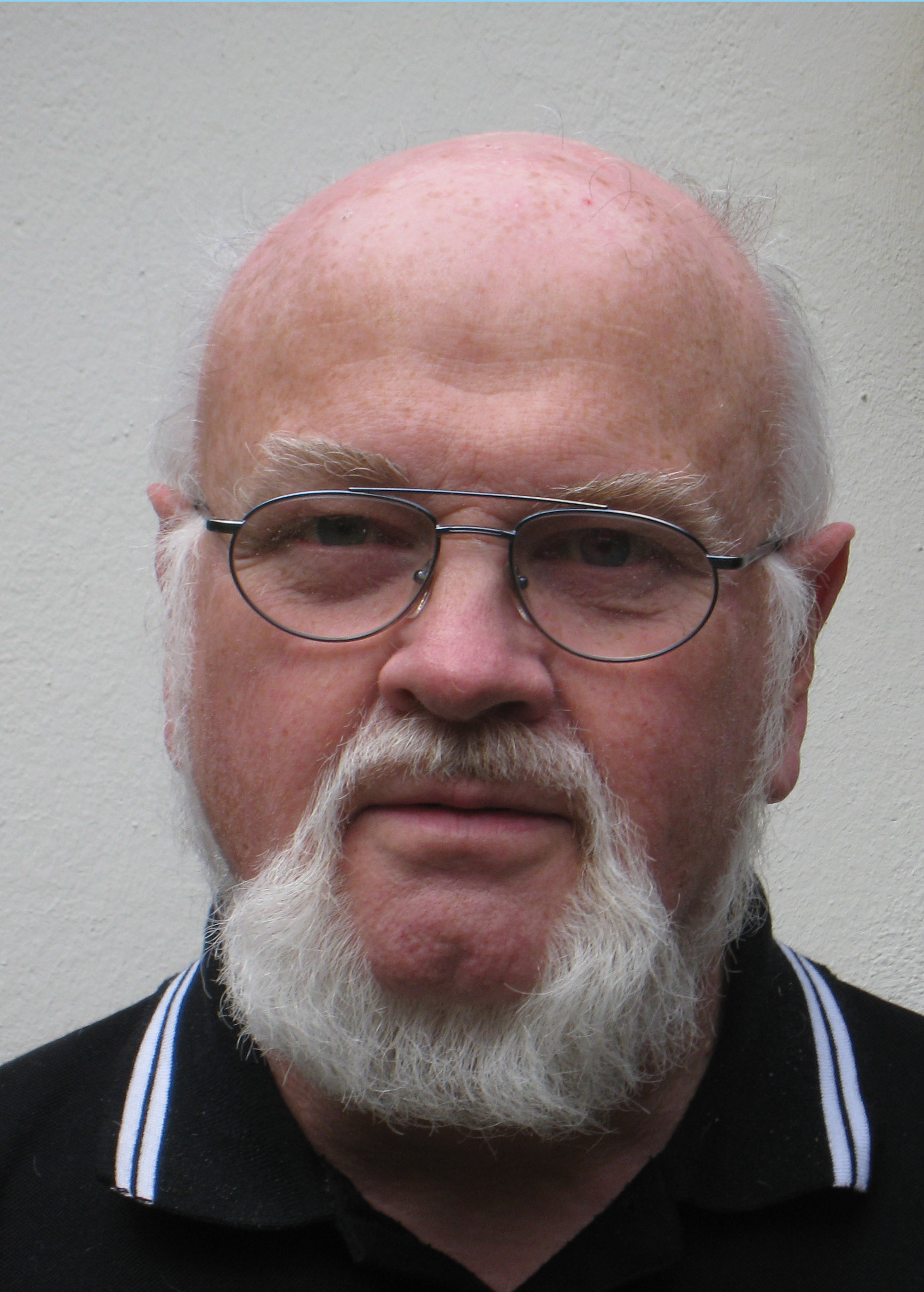
Eckehard Rothenberg (2010)

Eckehard Rothenberg (* 19. September 1938 in Berlin) ist ein deutscher Astronom und Ingenieur. Er war 1972 bis 2013 Herausgeber des Astronomischen Kalenders Blick in die Sternenwelt, Autor mehrerer Beiträge zur Astronomie und astronomischen Biographie.

## Leben und Wirken

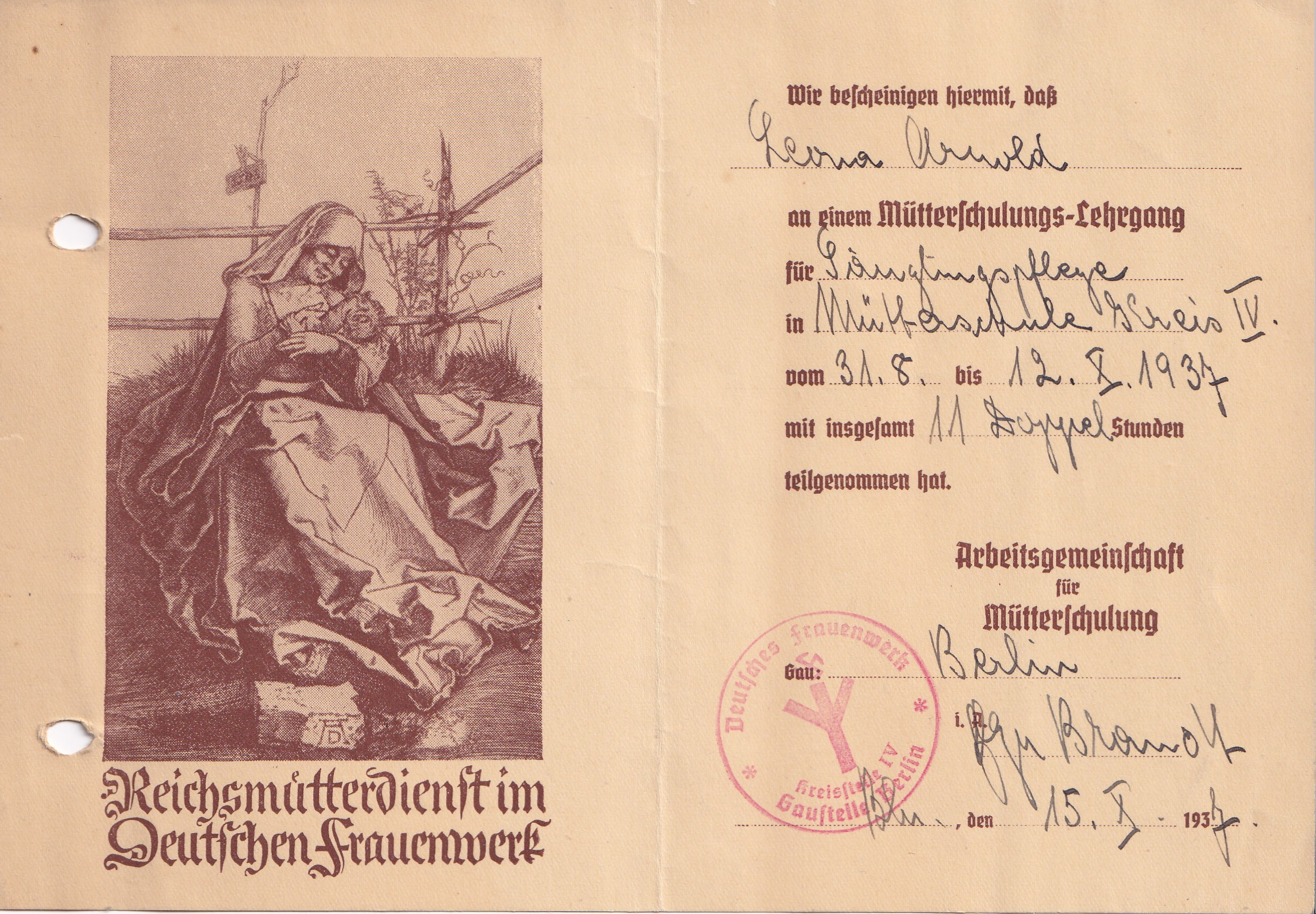
Zertifikat der Mütterschulung für Leona Arnold (1937)

Rothenberg wurde in Berlin als Sohn des Kirchenmusikers Theophil Rothenberg und seiner Ehefrau Leona, geb. Arnold, geboren. Er besuchte die Eichendorff-Oberschule Berlin-Köpenick (SBZ), naturwissenschaftlicher Zweig. In der 11. Klasse erkrankte er schwer an offener Lungentuberkulose und legte daher keine Abiturprüfung ab. Nach zweijähriger Liegekur, Chemotherapie und autodidaktischem Lernen, wurde er Freier Mitarbeiter der Archenhold-Sternwarte in Berlin-Treptow.
Ein Studium war in Ost-Berlin für ihn nicht möglich, denn seine Familie gehörte nicht der Arbeiterklasse an, und er war nie bei den Jungpionieren oder in der FDJ. Die angebotene Ausbildung als „Einkäufer für landwirtschaftliche Produkte“ fand er aufgrund seiner starken naturwissenschaftlich-technischen Interessen nicht adäquat. Er nahm daher eine Ausbildungsstelle bei der AEG in West-Berlin an (1957 bis 1959). Nach der dualen Ausbildung aus Praktikum und Ingenieurschule begann er 1959 an der Staatlichen Ingenieurschule Gauss (ebenfalls West-Berlin) Nachrichtentechnik zu studieren, doch das Studium wurde durch den Mauerbau im August 1961 abgebrochen. Als „West-Student“ durfte er sich im Osten erst nach einem Jahr Wartezeit auf ein Fortsetzungsstudium bewerben.
In der Archenhold-Sternwarte erhielt er 1961 eine Anstellung für Aufbau einer funktechnischen Satellitenbeobachtungstation. Diese Anstellung blieb (wie üblich) auch während des Fernstudiums an der Fachhochschule Mittweida ab Oktober 1964 bestehen. 1966 schloss er die Prüfungen zum Dipl.-Ing. (FH) erfolgreich ab.

### Erweiterung der Sternwarte durch einen „Astronomischen Garten“

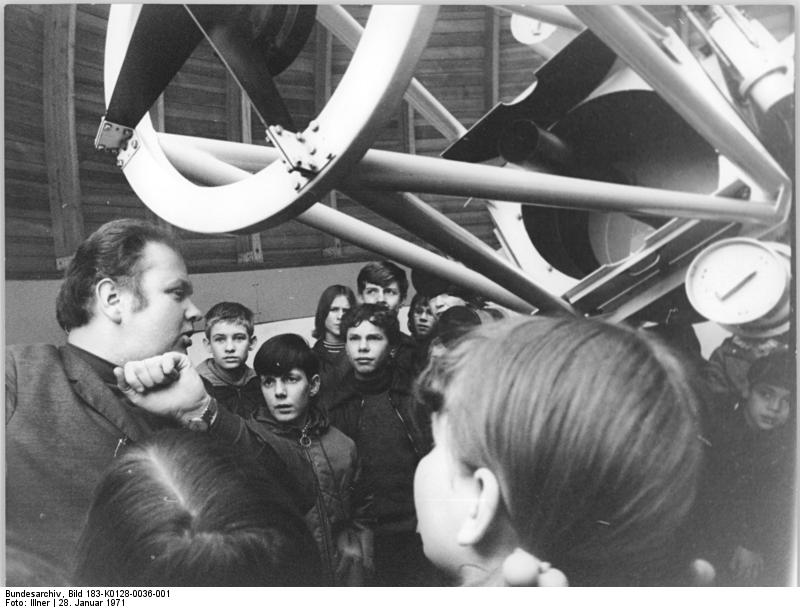
Jugendarbeit an der Archenhold-Sternwarte Berlin 1971 mit Eckehard Rothenberg.

Während Rothenbergs Anstellung zum Aufbau einer funktechnischen Satellitenbeobachtungsstation wurden auch weitere moderne Instrumente der Sternwarte hinzugefügt. Auf dem freien Gelände neben der Sternwarte entstanden drei neue Gebäude: eine Kuppel mit Seminarraum und 500 mm-Cassegrain-Teleskop, eine kleinere Kuppel mit Coudé-montiertem 150 mm-Refraktor wurden beide unter Leitung des Direktors Wattenberg errichtet und von der Firma Zeiss mit erstklassigen Geräten ausgestattet. Das einzigartige „sonnenphysikalische Kabinett“, das nicht nur einen Jensch-Coelostaten (entwickelt bei Zeiss) enthielt, sondern auch einen komplexen Tischaufbau mit Umlenkspiegeln, 4 Prismen und Gegenspiegel am Ende des Hörsaals, was außer der Projektion eines 80 cm großen Sonnenbildes auch einen 1,50 m langes Spektrum projizieren konnte, war von Edwin Rolf (Rathenow) entworfen worden.

Rothenberg war als technischer Mitarbeiter der Sternwarte an den Aufbauarbeiten nur oberflächlich beteiligt, hat aber hinterher die umfangreichen Justierarbeiten der Instrumente durchgeführt. 

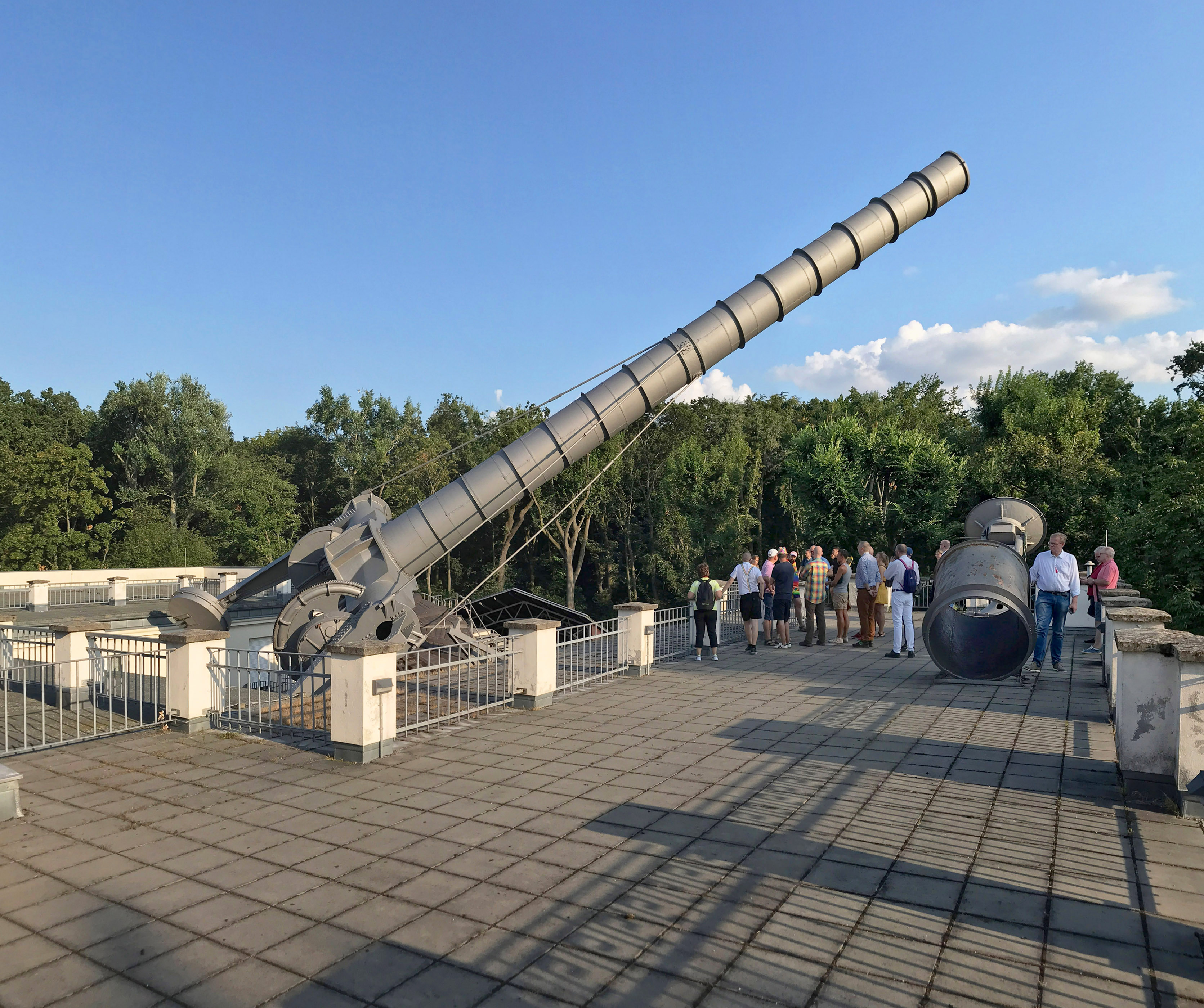
Großer Refraktor vom Dach der Archenhold-Sternwarte aus gesehen: rechts im Bild das Souvenir von der originalen, in den 1980er Jahren ersetzten Taukappe.

### Umbau des Großen Refraktors der Archenhold-Sternwarte
Es war sein erstes großes eigenes Projekt: Als Technischer Direktor arbeitete Rothenberg mit der Berliner Bau- und Maschinenschlosserei Olaf Heinrich an umfassenden Reparaturen des Riesenfernrohrs. Der seit Ende der 1950er Jahre stillgelegte und seit 1967 denkmalgeschützte Große Refraktor sollte wieder benutzbar gemacht werden. Am 10. Oktober 1983 wurde das längste Linsenfernrohr der Erde nach einer 25-jährigen Ruhepause der Öffentlichkeit wieder voll funktionsfähig übergeben.
Eine zweite umfangreiche Instandhaltungsmaßnahme schloss sich einige Jahre später an, als der äußere Tubus des Instruments unter Anwendung der alten Niettechnologie vollständig erneuert wurde, Material Nirosta. Die Taukappe des Originals wurde zur Erinnerung auf dem Dach der Sternwarte aufgestellt.

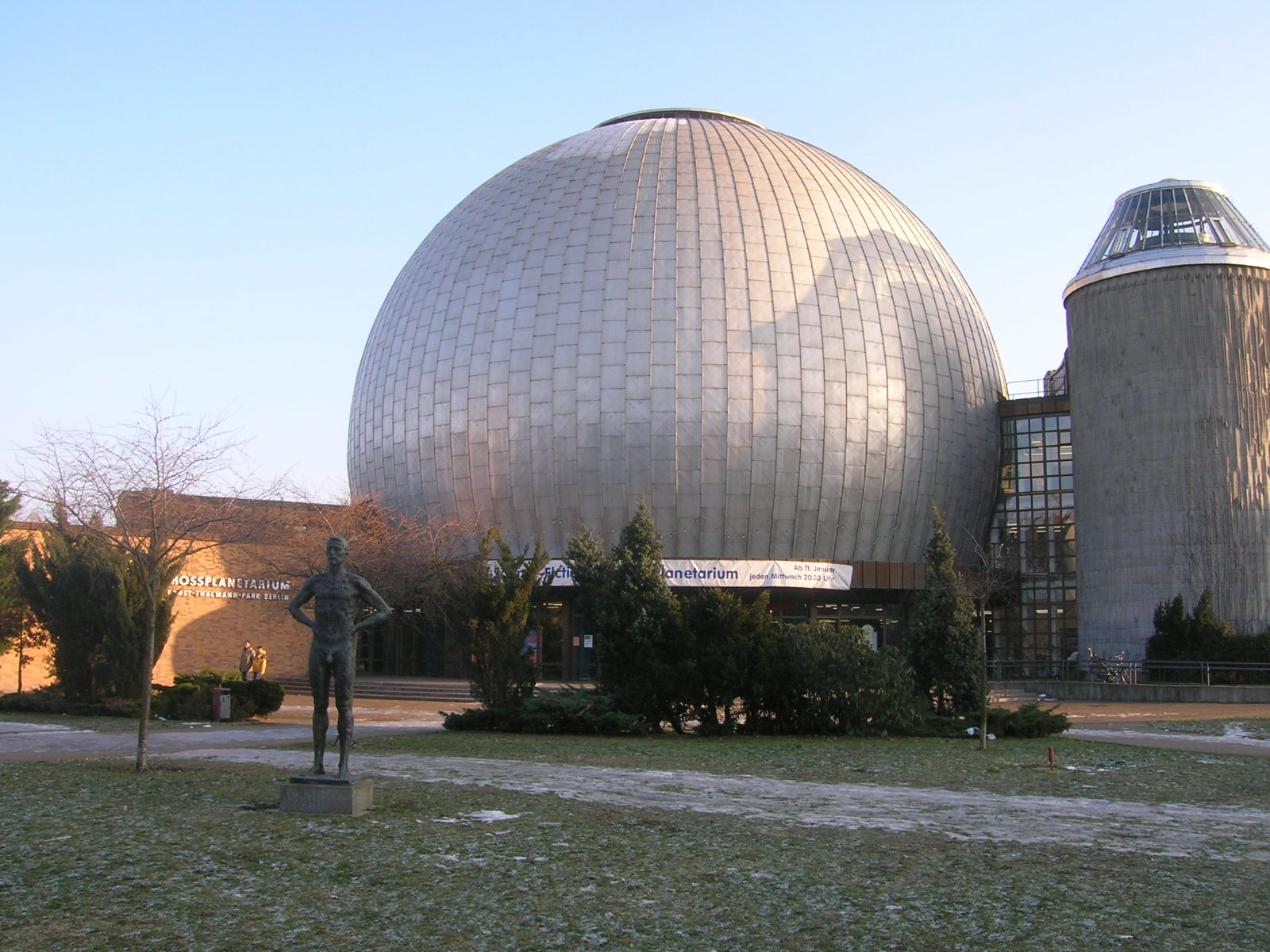
ZGP im Ernst-Thälmann-Park Berlin

### Bau des Zeiss-Großplanetariums Berlin
Das Zeiss-Großplanetarium Berlin wurde zur 750-Jahr-Feier Berlins am 9. Oktober 1987 eröffnet. Es war bereits mehrere Jahre vor Baubeginn aus fachlichen Gründen der Archenhold-Sternwarte zugeordnet worden (damals waren Planetarien ausschließlich Medien der Astronomiedidaktik, also Lehrmaterial für Wissenschaft, Technik und Weltbild). Dieses Planetarium war vom Zentralkomitee der SED beschlossen worden und sollte durch Erich Honnecker als neues Vorzeigeobjekt an einer der großen Paradestraßen der Hauptstadt der DDR eröffnen werden.
Rothenberg war als Technischer Direktor der Archenhold-Sternwarte seit 1985 in enger Zusammenarbeit mit den Architekten Gottfried Hein und Eberhard Röpke (Büro für Investitionen beim Ministerium für Kultur der DDR), wesentlich an der Konzeption des Gebäudes und seiner technischen Ausstattung beteiligt. Bei seiner Eröffnung war es technisch auf dem höchsten Stand der Welt, so dass das Eröffnungsprogramm Phantastisches Weltall von Dieter B. Herrmann international beispielgebend umgesetzt werden konnte.

### Medienproduktion (Film)
- 1998: Interview-Film zur Alien-Ausstellung
- 2018: Film 30 Meter über der Sternwarte

### Sternkalender
Als astronomische Bildungs- und Forschungseinrichtung gab die Archenhold-Sternwarte auch ihren eigenen Sternkalender heraus. Blick in die Sternenwelt ist ein astronomisches Jahrbuch, das auf der Basis des Nautical Almanac jährlich herausgegeben wird und für die Beobachterposition der Sternwarte in Berlin-Treptow berechnet wurde. Auch nach Einstellung der Schriftenreihe der Sternwarte nach der Wende in den 1990ern konnte der Sternkalender (im Kopierverfahren mit sehr kleiner Auflage) weiter herausgegeben werden. Er wurde vom Förderverein der Archenhold-Sternwarte und des Zeiss-Großplanetariums Berlin e.V. herausgegeben. Der Autor war 1972 bis 2013 Eckehard Rothenberg. Seit 2013 führen andere Mitglieder des Fördervereins die Reihe fort.

## Würdigungen
- Zum Dank für die Leitung der Arbeitsgruppen der „Jugend-Urania“ seit 1972 wurde der Kleinplanet (20512) Rothenberg nach ihm benannt.

## Bekannte Schüler (Auswahl)
- Susanne M Hoffmann
- André Knöfel
- Harald Michaelis (DLR)
- Sirko Molau (VdS, Fachgruppe Meteore, International Meteor Society)
- Jürgen Rose (PTB Wärmemessung, Funkenkammer und Radioteleskop der Archenhold-Sternwarte)

## Schriften (Auswahl)
- E. Rothenberg (Hrsg.): Blick in die Sternenwelt, Berlin-Treptow (1972–2013)
- D. B. Herrmann & E. Rothenberg: Himmelskunde ohne Fernrohr, Berlin-Treptow (1978)
- The PHEMU15 catalog and astrometric results of the Jupiter’s Galilean satellite mutual occultation and eclipse observations made in 2014–2015[2]
- Astronomical research in Kassel under Wilhelm IV. (German Title: Die astronomischen Forschungen in Kassel unter Wilhelm IV.), 1998
- Dietmar Fürst & Eckehard Rothenberg (Hrsg.): Wege der Erkenntnis – Festschrift for Dieter B. Hermann on the occasion of his 65th birthday[3]
  - Laudation for Dieter B. Herrmann
- Rothmann, Christoph[4]